# Hemiarchaediscus
Hemiarchaediscus es un género de foraminífero bentónico considerado un sinónimo posterior de Archaediscus de la subfamilia Archaediscinae, de la familia Archaediscidae, de la superfamilia Archaediscoidea, del suborden Fusulinina y del orden Fusulinida. Su especie tipo era Hemiarchaediscus planus. Su rango cronoestratigráfico abarcaba el Pérmico.

## Discusión
Algunas clasificaciones más recientes hubiesen incluido Hemiarchaediscus el Suborden Archaediscina, del Orden Archaediscida, de la Subclase Afusulinana y de la Clase Fusulinata.

## Clasificación
Hemiarchaediscus incluía a la siguiente especie:
- Hemiarchaediscus planus †

Otra especie considerada en Hemiarchaediscus es:
- Hemiarchaediscus swanni †, de posición genérica incierta